# Преди полунощ
„Преди полунощ“ (на английски: Before Midnight) е американска романтична драма от 2013 г. и продължение на „Преди изгрев“ (1995) и „Преди залез“ (2004). Режисьор е Ричард Линклейтър, а главните роли се изпълняват от Итън Хоук и Жули Делпи, които заедно с Линклейтър са и сценаристи. Действието се развива девет години след „Преди залез“, а Джеси (Хоук) и Селин (Делпи) са на почивка през лятото в Гърция.